# Ніколешть (Вилча)
Ніколешть, Ніколешті (рум. Nicolești) — село у повіті Вилча в Румунії. Входить до складу комуни Олану.
Село розташоване на відстані 153 км на захід від Бухареста, 25 км на південь від Римніку-Вилчі, 72 км на північний схід від Крайови, 135 км на південний захід від Брашова.

## Населення
За даними перепису населення 2002 року у селі проживали 126 осіб, усі — румуни. Усі жителі села рідною мовою назвали румунську.